# Probolinggo
Probolinggo è una città dell'Indonesia, situata nella provincia di Giava Orientale.